# Olympische Sommerspiele 2016/Teilnehmer (Gambia)
| Gelbes Symbol für Goldmedaillen mit stilisierten Olympischen Ringen | Graues Symbol für Silbermedaillen mit stilisierten Olympischen Ringen | Braundes Symbol für Bronzemedaillen mit stilisierten Olympischen Ringen |
| ------------------------------------------------------------------- | --------------------------------------------------------------------- | ----------------------------------------------------------------------- |
| —                                                                   | —                                                                     | —                                                                       |

Gambia nahm in Rio de Janeiro an den Olympischen Spielen 2016 teil. Es war die insgesamt neunte Teilnahme an Olympischen Sommerspielen.

## Teilnehmer nach Sportarten

### Judo
| Athleten  | Wettbewerb | 1. Runde  | 1. Runde    | 2. Runde                                 | 2. Runde                                 | Viertelfinale                            | Viertelfinale                            | Halbfinale / Trostrunde                  | Halbfinale / Trostrunde                  | Finale / Platz 3                         | Finale / Platz 3                         | Rang                                     |
| Athleten  | Wettbewerb | Gegner    | Ergebnis    | Gegner                                   | Ergebnis                                 | Gegner                                   | Ergebnis                                 | Gegner                                   | Ergebnis                                 | Gegner                                   | Ergebnis                                 | Rang                                     |
| --------- | ---------- | --------- | ----------- | ---------------------------------------- | ---------------------------------------- | ---------------------------------------- | ---------------------------------------- | ---------------------------------------- | ---------------------------------------- | ---------------------------------------- | ---------------------------------------- | ---------------------------------------- |
| Männer    |            |           |             |                                          |                                          |                                          |                                          |                                          |                                          |                                          |                                          |                                          |
| Faye Njie | bis 73 kg  | D. Khamza | 000s0:002s2 | ausgeschieden in der Qualifikationsrunde | ausgeschieden in der Qualifikationsrunde | ausgeschieden in der Qualifikationsrunde | ausgeschieden in der Qualifikationsrunde | ausgeschieden in der Qualifikationsrunde | ausgeschieden in der Qualifikationsrunde | ausgeschieden in der Qualifikationsrunde | ausgeschieden in der Qualifikationsrunde | ausgeschieden in der Qualifikationsrunde |

### Leichtathletik
Laufen und Gehen
| Athleten     | Wettbewerb | Vorlauf | Vorlauf | Halbfinale    | Halbfinale    | Finale        | Finale        | Rang |
| Athleten     | Wettbewerb | Zeit    | Rang    | Zeit          | Rang          | Zeit          | Rang          | Rang |
| ------------ | ---------- | ------- | ------- | ------------- | ------------- | ------------- | ------------- | ---- |
| Frauen       |            |         |         |               |               |               |               |      |
| Gina Bass    | 200 m      | 23,43 s | 52      | ausgeschieden | ausgeschieden | ausgeschieden | ausgeschieden | 52   |
| Männer       |            |         |         |               |               |               |               |      |
| Adama Jammeh | 200 m      | 20,55 s | 38      | ausgeschieden | ausgeschieden | ausgeschieden | ausgeschieden | 38   |

### Schwimmen
| Athleten  | Wettbewerb    | Vorlauf | Vorlauf | Halbfinale    | Halbfinale    | Finale        | Finale        | Rang |
| Athleten  | Wettbewerb    | Zeit    | Rang    | Zeit          | Rang          | Zeit          | Rang          | Rang |
| --------- | ------------- | ------- | ------- | ------------- | ------------- | ------------- | ------------- | ---- |
| Männer    |               |         |         |               |               |               |               |      |
| Pap Jonga | 50 m Freistil | 27,48 s | 79      | ausgeschieden | ausgeschieden | ausgeschieden | ausgeschieden | 79   |